# 仙台東部道路
仙台東部道路（せんだいとうぶどうろ、英語: SENDAI-TOBU ROAD）は、東日本高速道路が管理する総延長24.8 km（キロメートル）の高速道路（一般有料道路）である。全線が常磐自動車道に並行する一般国道自動車専用道路で国道6号に指定されている。

## 概要
仙台都市圏環状自動車専用道路の一部を構成する自動車専用道路であり、高速道路ナンバリングでは常磐自動車道、三陸自動車道（仙台港北IC - 利府JCT）、仙台北部道路とともに「E6」が割り振られている。

## インターチェンジなど
- 全区間宮城県内に所在。
- IC番号欄の背景色が■である部分については道路が供用済みの区間を示している。また、施設名欄の背景色が■である部分は施設が供用されていない、または完成していないことを示す。
- スマートインターチェンジ (SIC) は背景色■で示す。
- BS（バス停留所）のうち、○/●は運用中、◆は休止中の施設。無印はBSなし。
- 路線名の表記がないものは市道。
- 英略字は以下の項目を示す。
IC：インターチェンジ、JCT：ジャンクション

| IC 番号                                        | 施設名      | 接続路線名              | 起点 から (km) | 三郷 から (km) | 備考                          | BS | 所在地        | 所在地        |
| ---------------------------------------------- | ----------- | ----------------------- | -------------- | -------------- | ----------------------------- | -- | ------------- | ------------- |
| E6 常磐自動車道に直結                          |             |                         |                |                |                               |    |               |               |
| 28                                             | 亘理IC      | 県道269号亘理インター線 | 0.0            | 300.4          |                               |    | 亘理郡 亘理町 | 亘理郡 亘理町 |
| 29                                             | 岩沼IC      | 県道125号岩沼海浜緑地線 | 2.2            | 302.6          |                               |    | 岩沼市        | 岩沼市        |
| 30                                             | 仙台空港IC  | 県道20号仙台空港線      | 5.5            | 305.9          |                               |    | 名取市        | 名取市        |
| 31                                             | 名取中央SIC |                         | 7.8            | 308.2          |                               |    | 名取市        | 名取市        |
| 32                                             | 名取IC      | 県道129号閖上港線       | 12.2           | 312.6          |                               |    | 名取市        | 名取市        |
| 33                                             | 仙台若林JCT | E48 仙台南部道路        | 15.2           | 315.6          | 仙台南部道路のJCT番号は「50」 |    | 仙台市        | 若林区        |
| 34                                             | 仙台東IC    | 県道23号仙台塩釜線      | 19.6           | 320.0          |                               |    | 仙台市        | 若林区        |
| 35                                             | 仙台港IC    | 県道10号塩釜亘理線      | 23.0           | 323.4          |                               |    | 仙台市        | 宮城野区      |
| 36                                             | 仙台港北IC  | 国道45号                | 24.8           | 325.2          |                               |    | 仙台市        | 宮城野区      |
| E6 三陸自動車道（三陸沿岸道路 仙塩道路）に直結 |             |                         |                |                |                               |    |               |               |

## 歴史
- 1976年（昭和51年）3月 : 仙台東バイパス（後の仙台東部道路）の設計にあたって起こり得る諸問題を研究・検討した報告書が建設省から出版された[4]。
- 1986年度（昭和61年度） : 一般有料道路 仙台東バイパス[5]（後の仙台東部道路）の仙台東ICより南の区間が事業化[6]。
- 1994年（平成6年）3月30日 : 仙台東部道路の仙台空港IC - 仙台東IC間開通[7]。
- 1995年（平成7年）7月27日 : 岩沼IC - 仙台空港IC間開通
- 2001年（平成13年）8月1日 : 亘理IC - 岩沼IC間、仙台東IC - 仙台港北IC間開通により全線開通。4車線区間の制限速度を80 km/hから100 km/hに引き上げ[8]。
- 2005年（平成17年）10月1日 : 日本道路公団の分割民営化により東日本高速道路株式会社に承継。
- 2009年（平成21年）
  - 9月12日：常磐自動車道山元IC - 亘理IC開通により、常磐自動車道に接続。
- 2011年（平成23年）
  - 3月11日 : 東北地方太平洋沖地震（東日本大震災）により全線通行止。地震・津波により甚大な損傷を受ける（詳細は後述）。
  - 3月13日 : 亘理IC - 仙台若林JCT間の通行止解除。同時に緊急交通路に指定。
  - 3月22日 : 亘理IC - 仙台若林JCT間の通行車両を大型車両等の指定車種に限定。緊急交通路指定は継続。
  - 3月24日 : 亘理IC - 仙台若林JCT間の通行可能車種の限定及び緊急交通路指定を解除。同時に仙台若林JCT - 仙台港北IC間 下り線の通行止解除。
  - 3月30日 : 仙台港北IC - 仙台若林JCT間 上り線の通行止解除。これにより東日本大震災による通行止は全て解除となった。
- 2012年（平成24年）12月1日 : 仙台港IC供用開始。
- 2016年（平成28年）
  - 3月10日：山元IC - 岩沼IC（山元IC - 亘理ICは常磐自動車道）を4車線化する方針を国土交通省が公表[9]。
  - 6月8日：山元IC - 岩沼IC（山元IC - 亘理ICは常磐自動車道）について、国土交通省より4車線化工事の事業許可を受ける[10][11]。
- 2017年（平成29年）3月18日 : 名取中央スマートIC供用開始[12]。
- 2021年（令和3年）3月6日 : 山元IC - 岩沼IC間（山元IC - 亘理ICは常磐自動車道）が4車線化[13]。これにより全線4車線化[13]。

## 路線状況

### 車線・制限速度
| 区間                | 車線   | 車線   | 車線   | 最低速度 | 最高速度              | 最高速度       | 備考 |
| 区間                | 上下線 | 上り線 | 下り線 | 最低速度 | 大型貨物等 三輪・牽引 | 左記を除く車両 | 備考 |
| ------------------- | ------ | ------ | ------ | -------- | --------------------- | -------------- | ---- |
| 亘理IC - 仙台港北IC | 4      | 2      | 2      | 50 km/h  | 80 km/h               | 100 km/h       |      |

自動車専用道路のため、最低速度と大貨等・三輪・牽引の最高速度とそれ以外の車種の最高速度の各標識が3つ連なって設置されている。
仙台圏の高速道路では唯一直線が多く、カーブが少ないため、制限速度が100 km/hとなっている。また、東北自動車道や並行する国道4号仙台バイパスに比べ交通量が少なく、アップダウンも少ない。

### サービスエリア・パーキングエリア
仙台東部道路にはサービスエリア (SA) ・パーキングエリア (PA) は一切無く、休憩施設は常磐道方面は鳥の海PA、三陸道方面は春日PA、仙台南部道路経由で東北道の泉PAまたは菅生PA、仙台北部道路経由で東北道の鶴巣PAまで存在しない。更に、給油施設に関しては常磐道の南相馬鹿島SAか東北道の鶴巣PA・菅生PAまで向かう必要があるほか、三陸道方面にはガソリンスタンド併設のPAは一切無い。

### 主なトンネルと橋
- 阿武隈大橋（亘理IC - 岩沼IC） : 528 m
- 新名取川橋（名取IC - 仙台若林JCT） : 527 m
- 仙台東部高架橋（仙台東IC - 仙台港北IC） : 4,390 m

### 道路管理者
- 東日本高速道路株式会社（NEXCO東日本）
  - 東北支社仙台東管理事務所 : 亘理IC - 仙台港北IC

#### ハイウェイラジオ
- 名取（名取IC - 仙台空港IC）

2011年4月開局。当道路で唯一のハイウェイラジオで、コールサインは「ハイウェイラジオ仙台東部道路名取」と放送される。

### 交通量
24時間交通量（台） 道路交通センサス
| 区間                     | 平成17（2005）年度 | 平成22（2010）年度 | 平成27（2015）年度 | 令和3（2021）年度 |
| ------------------------ | ------------------ | ------------------ | ------------------ | ----------------- |
| 亘理IC - 岩沼IC          | 05,636             | 08,309             | 19,654             | 17,857            |
| 岩沼IC - 仙台空港IC      | 09,728             | 12,441             | 24,025             | 21,582            |
| 仙台空港IC - 名取中央SIC | 14,855             | 16,784             | 28,375             | 24,957            |
| 名取中央SIC - 名取IC     | 14,855             | 16,784             | 28,375             | 25,989            |
| 名取IC - 仙台若林JCT     | 20,252             | 22,504             | 36,529             | 32,618            |
| 仙台若林JCT - 仙台東IC   | 25,763             | 33,149             | 44,843             | 42,480            |
| 仙台東IC - 仙台港IC      | 15,466             | 23,682             | 35,774             | 36,795            |
| 仙台港IC - 仙台港北IC    | 15,466             | 23,682             | 34,022             | 34,572            |

（出典：「平成22年度道路交通センサス」・「平成27年度全国道路・街路交通情勢調査」・「令和3年度全国道路・街路交通情勢調査」（国土交通省ホームページ）より一部データを抜粋して作成）
- 令和2年度に実施予定だった交通量調査は、新型コロナウイルスの影響で延期された[14]。

## 地理

### 通過する自治体
- 宮城県
  - 亘理郡亘理町 - 岩沼市 - 名取市 - 仙台市（太白区） - 名取市 - 仙台市（若林区 - 宮城野区）

### 接続高速道路
- E6 常磐自動車道（亘理ICで直結）
- E48 仙台南部道路（仙台若林JCTで接続）
- E6 三陸自動車道（三陸沿岸道路）[2]（仙台港北ICで直結）

## 東日本大震災との関連事項

### 津波被害の抑制効果について
東北地方太平洋沖地震（東日本大震災）によって津波が来襲した際、付近に高台のなかった仙台市若林区一帯では当該区間が盛り土構造であったことが功を奏し、堤防（防潮堤）の役割を果たして内陸への浸水をおさえた。当該区間の法面に駆け上がって津波から逃れた人も多かった。住民の間では以前から東部道路の防災機能について意見が上がっており、東部道路を一時避難場所として指定するよう15,000人分の署名を集め、宮城県や東日本高速道路と協議しているさなかの震災であった。県もこの効果に着目して、今後津波に対する堤防機能をそなえた道路を建設していく方針を示し、2011年5月上旬以降、仙台市若林区と名取市の沿道数ケ所に、仮設の階段が整備されている。通常は道路管理に利用されるが、災害時には沿道住民の避難場所として活用されることになっている。

### 震災による損壊状況
震災時の強い地震や津波により、同道路は全線にわたって路面の陥没や段差が生じたほか、仙台若林JCTの誘導路は津波によるがれきで埋め尽くされた。応急工事により2011年3月までに仮復旧を終え一般車両の通行が可能になったが、段差が多く残っているため通常最高速度を100 km/hとしていた区間は80 km/hに抑えて運用を行っていた。その後復旧工事が行われ、本復旧が終了した区間から最高速度は順次100 km/hに戻され、2012年（平成24年）12月までに復旧工事は終了し最高速度も震災前の運用に戻っている。